# DAGMAR-Formel
Die DAGMAR-Formel ist ein Stufenmodell der Werbewirkung bzw. des Werbeerfolgs, die wesentlich genauer als die AIDA-Formel die Anforderungen bei der Gestaltung von Werbemitteln erläutert. Sie wurde 1967 von dem amerikanischen Werbeforscher Russell H. Colley entwickelt. Die DAGMAR-Formel stellt ein Akronym dar, welches sich aus den Anfangsbuchstaben des Buchtitels Defining Advertising Goals for Measured Advertising Results (1961) zusammensetzt, das Colley im Auftrag der U.S. Association of National Advertisers (ANA) geschrieben hatte.
Diese Theorie basiert auf der Annahme, dass Werbung im Gegensatz zu den anderen absatzpolitischen Instrumenten nicht nur ökonomische Ziele verfolgt, sondern vor allem Kommunikationsaufgaben hat.
Bei der Verwirklichung dieser kommunikativen Aufgaben durchläuft die Werbung bei dem jeweiligen Verbraucher eine Stufenhierarchie in mehreren Bewusstseinsebenen, die sich wie folgt gliedern:
KontaktWird das Werbemittel wahrgenommen?
AufnahmeWird die werbliche Information schnell erkannt?
VerständnisWird die Werbebotschaft sofort von der Zielgruppe verstanden?
SpeicherungWird die Kernaussage der Botschaft leicht aufgenommen?
EinstellungWird die Werbebotschaft glaubwürdig, sympathisch, imageträchtig aufgenommen?
Und schließlich erfolgt aufgrund des positiven Empfindens des Konsumenten der eigentliche  Akt der Verwirklichung (action), also der Kauf.
Nach wie vor ist jedoch das AIDA-Modell wesentlich bekannter als die DAGMAR-Formel. 